# Буллен, Грейс
Грейс Якоб Буллен (норв. Grace Jacob Bullen; род. 7 февраля 1997, Гинда, Сэмиэн-Кэй-Бахри) — норвежская спортсменка-борец эритрейского происхождения, бронзовый призёр летних Олимпийских игр 2024 года, четырёхкратная чемпионка Европы, призёр Европейских игр и чемпионата мира.

## Биография
Родилась в 1997 году в Гинде (Эритрея). В 2014 году стала чемпионкой Летних юношеских Олимпийских игр.
В 2015 году стала бронзовой призёркой Европейских игр. В 2016 году завоевала серебряную медаль чемпионата Европы. В 2017 году стала чемпионкой Европы.
В феврале 2020 года на чемпионате континента в итальянской столице, в весовой категории до 57 кг Грейс в схватке за чемпионский титул победила спортсменку из Украины Алину Акобию и завоевала золотую медаль европейского первенства.
В апреле 2025 года на чемпионате Европы в Братиславе в весовой категории до 65 кг завоевала золотую медаль. В финальной схватке одолела соперницу из Молдовы Ирину Рынгач.